# Кравково (Ульяновська область)
Кравково (рос. Кравково) — село в Ніколаєвському районі Ульяновської області Російської Федерації.
Населення становить 136 осіб. Входить до складу муніципального утворення Головинське сільське поселення.

## Історія
Від 2004 року входить до складу муніципального утворення Головинське сільське поселення.

## Населення
| 2010 |
| ---- |
| 136  |